# A Park Lane Scandal
A Park Lane Scandal er en britisk stumfilm fra 1915 af Warwick Buckland.

## Medvirkende
- Flora Morris
- Joseph R. Tozer
- Austin Camp
- Harry Gilbey
- Sybil Wollaston